# Hans-Jörg König
Hans-Jörg König (* 27. Dezember 1942) ist ein deutscher Pädagoge. Er war 1989/1990 der letzte Präsident der Akademie der Pädagogischen Wissenschaften der DDR.
König war Mitarbeiter und Professor am Institut für Didaktik der APW. Als der langjährige Präsident Gerhart Neuner am 6. Dezember 1989 wegen SED-Nähe zurücktreten musste, übernahm König das Amt. Gegen die Abwicklung der APW zum 31. Dezember 1990 war er machtlos.
Danach betrieb er ein Nachhilfeinstitut in Eberswalde.

## Schriften
- Die Gestaltung einer neuen Qualität der Verbindung von Theorie und Praxis durch den Einsatz von Unterrichtsreprisen (Fernsehaufzeichnungen) in den Seminaren des Faches Didaktik, Magdeburg 1974 [= Dissertation an Pädagogischer Hochschule Magdeburg].
- Die Akzentuierung der didaktisch-methodischen Konzeption der sozialistischen Allgemeinbildung an Kinder- und Jugendsportschulen (KJS) durch die Verbindung von allgemeiner und spezieller Bildung, die Konzentration auf das Wesentliche im Unterricht und Besonderheiten der Unterrichtsorganisation, Berlin 1981.
- mit Hans Leutert: Profilierung des Grundlagencharakters der schulischen Allgemeinbildung – Akzentuierung des Grundlegenden in den neuen Lehrplänen – Konzentration auf das Wesentliche im Unterricht. In: Pädagogik 42 (1987), S. 540–551
- Bilanz der Erziehungswissenschaft in der DDR. Befreiung aus der Bevormundung, in: Zeitschrift für Pädagogik, 25. Beiheft, 1990, S. 192–198 (mit Angaben zur Situation der APW 1990).

## Belege
1. ↑  Der Spiegel: »Riesiger Haß staut sich auf«. Abgerufen am 27. Juli 2021.

| Personendaten    | Personendaten                                                                               |
| ---------------- | ------------------------------------------------------------------------------------------- |
| NAME             | König, Hans-Jörg                                                                            |
| KURZBESCHREIBUNG | deutscher Pädagoge, letzter Präsident der Akademie der Pädagogischen Wissenschaften der DDR |
| GEBURTSDATUM     | 27. Dezember 1942                                                                           |